# Maury Chaykin
Maury Alan Chaykin, född 27 juli 1949 i Brooklyn, New York, död 27 juli 2010 i Toronto, Ontario, var en amerikanskfödd kanadensisk skådespelare. 

## Filmografi
- Less Than Kind, TV-serie (2008-2009)
- Blindness (2008)
- It's a Boy/Girl Thing (2006)
- He's the Girl (2006)
- Heavens Fall (2006)
- Sanna lögner (2005)
- The Hunt for the BTK Killer (2005)
- Sugar (2004)
- White Coats (2004)
- Being Julia (2004)
- Owning Mahowny (2003)
- Crossed Over (2002)
- Past Perfect (2002)
- Bartleby (2002)
- Before I Die: a Nero Wolfe Mystery (2002)
- The Cheap Seats (2002)
- The Doorbell Rang (2002)
- Prisoner's Base: A Nero Wolfe Mystery (2001)
- Over My Dead Body: A Nero Wolfe Story (2001)
- Plan B (2001)
- Varians War (2001)
- The Art of War (2000)
- What's Cooking? (2000)
- The Golden Spiders: A Nero Wolfe Mystery (2000)
- Jacob Two Two Meets the Hooded Fang (1999)
- Entrapment (1999)
- Mystery Alaska (1999)
- Touched (1999)
- Djävul i svart (1999)
- Zorro – Den maskerade hämnaren (1998)
- Mus i sitt eget hus (1997)
- Love and Death on Long Island (1997)
- Keeping the Promise (1997)
- Ljuva morgondag (1997)
- Northern Lights (1997)
- Jerry & Tom (1997)
- A Life Less Ordinary (1997)
- Strip Search (1996)
- Pale Saints (1996)
- Cutthroat Island (1995)
- Unstrung Heroes (1995)
- Djävulen i en blå klänning (1995)
- Sugartime (1995)
- Camilla (1994)
- Beethovens tvåa (1993)
- Buried on Sunday (1993)
- Min kusin Vinny (1992)
- Tur & retur Alaska (1992)
- Slumpens hjälte (1992)
- Nej betyder nej (1991)
- Den gode mannen (1991)
- Dansar med vargar (1990)
- Ursäkta, är vi gifta? (1990)
- Cold Comfort (1989)
- Kapten Kidds spöke (1989)
- Den stora stöten (1989)
- Millennium (1989)
- Iron Eagle II - Stridsflygarna (1988)
- Att göra tavlor är väl ingen konst (1988)
- Twins (1988)
- Race for the Bomb (1987)
- Hearts of Fire (1987)
- Frankenstein '88 (1986)
- The Vindicator (1986)
- 1986 Meatballs III: Summer Job (1986)
- Defcon 4 (1985)
- Harry & Son (1984)
- WarGames (1983)
- The July Group (1981)
- The Kidnapping of the President (1980)
- Highpoint (1980)